# جایزه بزرگ موناکو ۱۹۸۰
جایزه بزرگ موناکو ۱۹۸۰ (انگلیسی: ‎1980 Monaco Grand Prix‎) یک مسابقهٔ موتوری در رشتهٔ اتومبیل‌رانی فرمول یک بود که در تاریخ ۱۸ مهٔ ۱۹۸۰ در پیست موناکو واقع در مونت‌کارلو، موناکو برگزار شد. این گراند پری در میان ۱۴ گراند پری در فصل ۱۹۸۰، مسابقهٔ شمارهٔ ۶ بود.
در این مسابقه که در ۷۶ دور و به مسافت ۲۵۱٫۷۱۲ کیلومتر (۱۵۶٫۴۰۷ مایل) برگزار شد، پول پوزیشن توسط دیدیه پرونی کسب شد و سریع‌ترین زمان برای طی یک دور پیست که برابر با ۱:۲۷٫۴۱۸ بود نیز توسط کارلوس روتمان به ثبت رسید.
کارلوس روتمان از تیم ویلیامز-فورد، ژاک لافیت از تیم لیجیه-فورد و نلسون پیکه از تیم برابام-فورد به‌ترتیب مقام‌های اول تا سوم مسابقه را کسب کردند.

## رده‌بندی قهرمانی پس از مسابقه
| جایگاه | راننده        | امتیاز |
| ------ | ------------- | ------ |
| ۱      | نلسون پیکه    | ۲۲     |
| ۲      | رنه آرنوکس    | ۲۱     |
| ۳      | آلن جونز      | ۱۹     |
| ۴      | دیدیه پرونی   | ۱۷     |
| ۵      | کارلوس روتمان | ۱۵     |
| منبع:  |               |        |

| جایگاه | سازنده       | امتیاز |
| ------ | ------------ | ------ |
| ۱      | ویلیامز-فورد | ۳۴     |
| ۲      | لیجیه-فورد   | ۲۹     |
| ۳      | برابام-فورد  | ۲۲     |
| ۴      | رنو          | ۲۱     |
| ۵      | اروز-فورد    | ۱۱     |
| منبع:  |              |        |

یادداشت
- تنها پنج جایگاه نخست از هر رده‌بندی نمایش داده شده است.